# Положительная обратная связь
Положи́тельная обра́тная связь (ПОС) — тип обратной связи, при котором изменение выходного сигнала системы приводит к такому изменению входного сигнала, которое способствует дальнейшему отклонению выходного сигнала от первоначального значения, то есть знак изменения сигнала обратной связи совпадает со знаком изменения входного сигнала.
Положительная обратная связь ускоряет реакцию системы на изменение входного сигнала, поэтому её умышленно используют в технике в ситуациях, когда требуется ускорение реакции на изменение внешних параметров.
В то же время положительная обратная связь может привести к неустойчивости системы (для примера примем, что в контуре нет фазовых задержек):
- Если коэффициент усиления в петле положительной обратной связи (в разомкнутой системе, или разомкнутом контуре), больше 1, то в системе либо возникают автоколебания (это используется в различных автогенераторах), либо система перейдёт в одно из устойчивых, квазистационарных состояний (например, различные триггеры).
- Если коэффициент усиления в разомкнутом контуре равен 1 — система находится на грани самовозбуждения, и случайно возникшие автоколебания либо медленно затухают, либо нарастают до ограничения.
- При коэффициенте усиления в разомкнутом контуре меньше 1 — система устойчива.

Нелинейная положительная обратная связь приводит к развитию в системе режима с обострением.

## Вэлектронике
Автогенератор на основе усилителя с мостом Вина в цепи положительной обратной связи является примером схемы с частотно-зависимой положительной обратной связью, причём для того, чтобы этот генератор генерировал синусоидальный сигнал с малыми искажениями, петлевое усиление в схеме поддерживается точно равным 1 с помощью амплитудно-зависимой нелинейной отрицательной[уточнить] обратной связи.
Другой пример использования положительной обратной связи — триггер Шмитта. Если цифровой логический элемент либо операционный усилитель охватить правильно выбранной положительной обратной связью, образуется схема с гистерезисом, называемая триггером Шмитта. Триггер Шмитта с интегрирующей RC-цепью на входе применяется для устранения дребезга контактов, повышения помехоустойчивости сигналов датчиков (или кабельных приёмников), устранения состояния «неопределённости» в каналах связи, вызванном помехами, и др.
Примером нежелательной ПОС является нахождение включённого микрофона рядом с излучателем акустической системы, когда микрофон начинает улавливать звук или шумы от колонок и передавать их обратно на усилитель, создавая, в конечном итоге, риск повреждения оборудования.

## В химии
Положительная обратная связь присутствует в цепных химических реакциях, автокаталитических химических реакциях, цепных реакциях деления ядер тяжёлых элементов в ядерном взрыве. При управляемой ядерной реакции в ядерных реакторах эффективный коэффициент размножения нейтронов (петлевой коэффициент усиления, в терминах авторегулирования) поддерживается равным 1 с помощью следящей системы регулирования положения поглощающих нейтроны стержней.

## В биологии

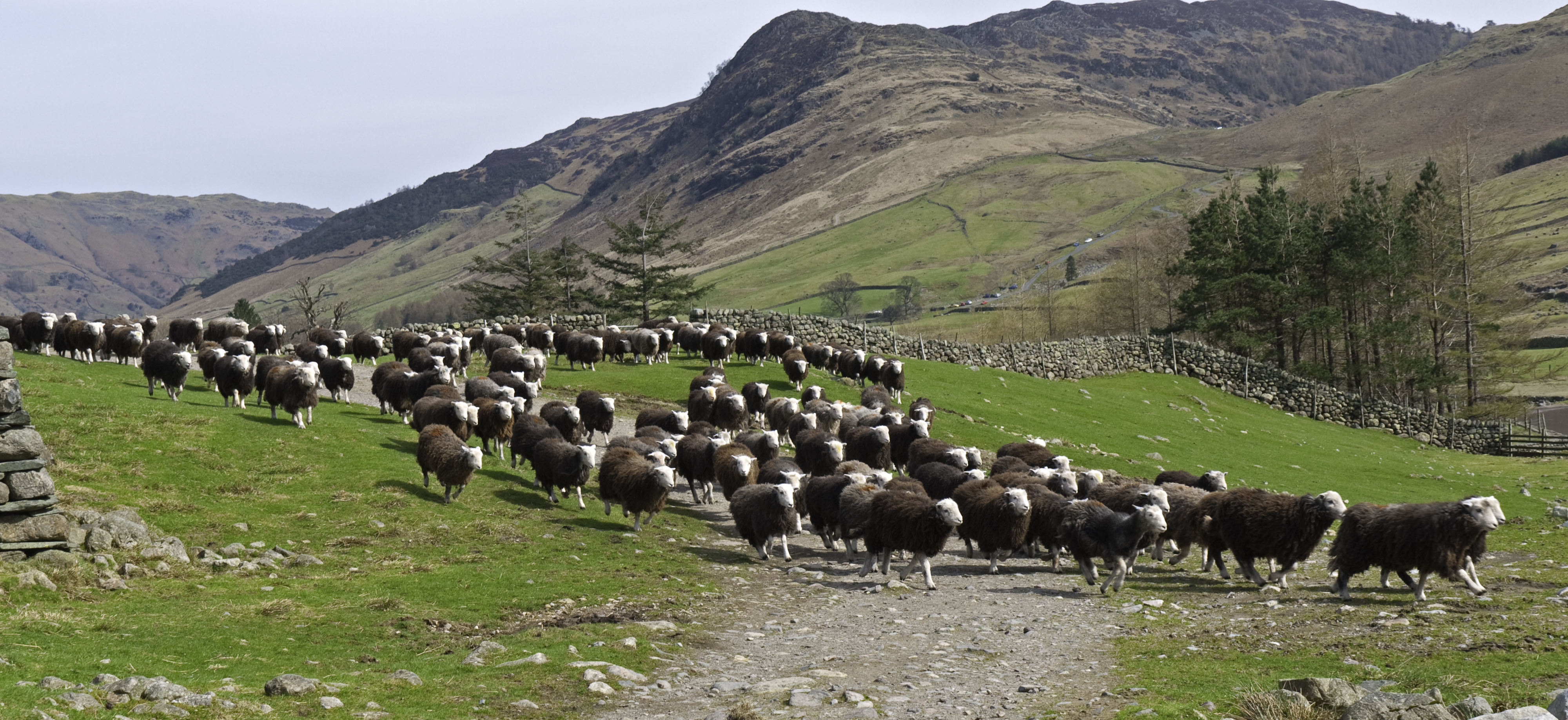
Чем больше овец побежало, тем больше овец побежит за ними. Сигнал тревоги в стадах и стаях распространяется по механизму положительной обратной связи.

### Эволюционная биология
Положительная обратная связь ускоряет видообразование, так как появление каждого нового вида создаёт новые экологические ниши, что провоцирует специализацию новых видов. Например, появление нового вида травоядных животных автоматически создаёт вакантные экологические ниши для новых хищников, паразитов, падальщиков и насекомых-навозников. В свою очередь, появление новых травоядных становится новым вектором отбора для растений, служащих пищей для этого вида или зависящих от распространения им семян. Новые виды хищников и паразитов добавляют петли положительной обратной связи, становясь фактором отбора для своих жертв.
Коэволюция хищников и их жертв известна как частный случай «принципа чёрной королевы» (The Red Queen Effect).

В фанерозойский период биоразнообразие показывает устойчивый, хотя и немонотонный рост с нуля до нескольких тысяч родов за геологически небольшой промежуток времени

Предполагается, что рост человеческого интеллекта также обусловлен положительной обратной связью, гонкой вооружений, из-за возрастающей межгрупповой и внутригрупповой конкуренции.

### В физиологии

Рефлекс изгнания плода как пример усиления реакции организма на усиливающийся раздражитель. Во время родов, когда головка плода проталкивается через шейку матки (1), это вызывает активацию афферентного нерва, возбуждающего чувствительные области в мозгу (2). Раздражение афферентных областей служит сигналом для гипофиза выпустить гормон под названием окситоцин (3). Окситоцин через кровоток доходит до мышц матки (4), усиливая сокращения и вовлекая в них больше мышц, что обеспечивает проталкивание плода к шейке матки и в конце концов запускает роды

Примерами положительной обратной связи в физиологии могут служить:
- Рефлекс Фергюсона[англ.]. Во время родов сокращение стенок матки, через механорецепторы в них, стимулирует области в гипоталамусе выделять в кровь окситоцин. Повышение концентрации окситоцина усиливает амплитуду и частоту сокращения стенок матки. Что ещё больше усиливает выделение окситоцина. Таким образом обеспечивается выталкивание плода. Кроме того, по ходу беременности по принципу ПОС изменяется фоновая концентрация окситоцина в крови матери и чувствительность стенок матки к нему (за счёт увеличения числа рецепторов к окситоцину на поверхности миоцитов)[3].

### В иммунологии
Септический шок и «цитокиновый шторм» могут служить примерами положительной обратной связи в регуляторных взаимодействиях между участниками иммунного ответа. Активированные цитокинами в очаге воспаления иммунные клетки высвобождают новые порции цитокинов, привлекая и активируя новые порции иммунных клеток — в результате каскад реакций может приобрести неконтролируемый и неадаптивный характер, вызывая разрушения в очаге воспаления, распространяясь на соседние ткани и охватывая весь организм.

### В географии
Примером положительной обратной связи в географии может служить рост покровного оледенения. Увеличение площади оледенения приводит к возрастанию альбедо поверхности, что приводит к уменьшению количества солнечной радиации, поглощаемой поверхностью, что приводит к понижению её температуры, что приводит к дальнейшему росту ледника.